# Ron Goodwin
Ron Alfred Goodwin (Plymouth, 17 febbraio 1925 – Newbury, 8 gennaio 2003) è stato un compositore, direttore d'orchestra e musicista britannico.

## Biografia
Ron Goodwin nasce a Plymouth in Gran Bretagna ed inizia a studiare il pianoforte in giovane età. Diplomatosi in pianoforte e tromba alla Guildhall School of Music di Londra, inizia la sua attività come collaboratore musicale di programmi televisivi. Il suo primo lavoro nel campo della musica è di copista e arrangiatore per editori, bande musicali, gruppi e per la BBC. Successivamente lavora anche come direttore d'orchestra in studi di registrazione collaborando con cantanti come, ad esempio, Petula Clark.
Negli anni cinquanta, costituisce la Ron Goodwin Concert Orchestra con la quale comincia a registrare sue composizioni che portano all'edizione di numerosi LP.
Compositore di colonne sonore, nella sua attività pluriennale dirigerà alcune delle principali orchestre internazionali, quali la Royal Philharmonic Orchestra.
Vincitore di tre Ivor Novello Awards per compositori musicali, uno dei quali nel 1994, alla carriera. Gli viene conferita la cittadinanza onoraria della città di Londra.
Egli solitamente dirige sue composizioni, musiche di altri autori e musica leggera. Incide inoltre una grande quantità di composizioni pop arrangiate per orchestra sinfonica.
Ron Goodwin è particolarmente famoso per le sue colonne sonore, avendone scritte circa sessanta nel corso della sua carriera.
La sua prima colonna sonora fu per il film Whirlpool di Lewis Allen nel 1958, seguita da alcuni lavori televisivi e dal film L'invasione dei mostri verdi (The Day of the Triffids) di Steve Sekely nel 1962.
Sono sue le colonne sonore di alcuni famosi film di guerra, in cui il compositore scrive partiture per musiche bandistiche con ottoni e per orchestre sinfoniche.
Egli ha scritto le musiche, inoltre, di Quei temerari sulle macchine volanti nel 1965, Frenzy di Alfred Hitchcock nel 1972 e quattro film della serie Miss Marple, quelli interpretati negli anni '60 dall'attrice Margaret Rutherford.
Goodwin, che soffriva di asma, è morto improvvisamente nella sua casa di Brimpton Common dopo aver concluso di dirigere l'ultima serie di concerti natalizi con la Bournemouth Symphony Orchestra.

## Filmografia parziale
- Il garofano verde (The Trials of Oscar Wilde), regia di Ken Hughes (1960)
- Non rompete i chiavistelli (The Cracksman), regia di Peter Graham Scott (1963)
- Squadriglia 633 (633 Squadron), regia di James Clavell e Howard Koch (1964)
- Operazione Crossbow (Operation Crossbow), regia di Michael Anderson (1965)
- Dove osano le aquile (Where Eagles Dare), regia di Brian G. Hutton (1968)
- I lunghi giorni delle aquile (The Battle of Britain), regia di Guy Hamilton (1969)